# Emmanuel Bonde
Pour les articles homonymes, voir Bonde.
 (août 2021).
Emmanuel Bonde (emanɥɛl  bɔ̃de), né le 14 janvier 1947 à Batouri (Cameroun) et mort le 3 janvier 2025 est un homme politique camerounais. Il est membre du conseil constitutionnel du Cameroun du 7 février 2018 à sa mort.

## Biographie
Emmanuel Bonde naît à Batouri (département de la Kadey, région de l'Est). Il est le fils de Mome Boll Leon et d'Elisabeth Sakatia, deuxième d’une famille de sept enfants[réf. nécessaire]. Il est originaire de la tribu Bangangtou par Mongobia[réf. nécessaire]. Il parle français, anglais et a également appris le latin et le grec ancien[réf. nécessaire].

### Enfance, éducation et débuts
Il commence son parcours scolaire à l’école primaire de Bétaré-Oya de 1952 à 1958 puis termine ses études primaires à l’école Saint Jean Bosco de Bertoua (1958-1959). Il effectue ses études de l’enseignement secondaire successivement au petit séminaire Libermann de Doumé (1959-1962), séminaire Notre Dame de Ngaoundéré (1963-1965) puis au séminaire sainte Thérèse de Mvolyé (1966). Après ses études secondaires, Emmanuel Bonde entre ensuite à l’École normale supérieure de Yaoundé (1971-1976) où il obtient en 1973 un certificat d’aptitude aux fonctions de professeur de collège de l’enseignement général (CAPCEG)/Licence (1973) et finalement un certificat d'aptitude aux fonctions de professeur de l'enseignement secondaire (CAPES), série lettres modernes françaises (1976).

### Carrière professionnelle
Il commence son parcours professionnel en 1966, au collège privé catholique Bary (Batouri) en tant que professeur d’appoint. Il y reste jusqu’en 1971 année de son admission à l’École normale supérieure de Yaoundé. En 1975, à l’issue de sa formation, il est affecté au lycée de Maroua (Domayo) où il reste un an. En 1976, il est nommé attaché au cabinet du président du Conseil économique et social où il reste jusqu’en 1978. En 1982, il devient chargé de mission au secrétariat général de la présidence de la république. Il y demeure jusqu’en 1989, date à laquelle il est nommé secrétaire général du ministère de la Santé publique, puis au ministère de la Recherche scientifique et technique de 1992 à 1997. En 1997, il est nommé secrétaire d’État auprès du ministre des Travaux publics, chargé des routes.
Il est successivement nommé par décret présidentiel aux postes de ministre de la Fonction publique et de la Réforme administrative (2006-2011), ministre des Mines, de l’Industrie et du Développement technologique (2011-2015), avant d’être nommé en février 2018 comme membre du conseil constitutionnel pour un mandat de six ans. Emmanuel Bonde a également occupé les postes de président du conseil d’administration de l’ex-office national des sports, ainsi que président du conseil d’administration de l’ex-Camship.

### Carrière politique
Il est militant du RDPC et participe aux missions du parti dans les régions de l’Extrême-Nord, Nord, Adamaoua, Est, Ouest, Centre et Sud. Membre titulaire désigné puis élu du comité central, il devient membre du bureau politique du RDPC en 2011. Il est nommé membre du conseil constitutionnel en février 2018 et à compter de cette date, conformément aux dispositions réglementaires, a prêté serment et a suspendu ses activités au sein du parti RDPC. 

## Vie privée
Il est marié à Marthe Ndenguele depuis le 20 avril 1979 et est père de six enfants[réf. nécessaire].

## Distinctions
Il reçoit les distinctions honorifiques suivantes :
- Chevalier du Mérite camerounais.
- Chevalier, officier puis Commandeur de l’ordre national de la Valeur
- Grand Officier de l’ordre national de la Valeur (promotion 20 mai 2007)[réf. nécessaire]